# Albert Rapp
Albert Rapp (ur. 16 listopada 1908, zm. 1975) – niemiecki oficer SS (nr 280 341), SS-Obersturmbannführer, członek NSDAP od 1931 r. 
W 1936 r. był etatowym pracownikiem podrejonu SD w Baden; w 1937 r. został pracownikiem Gestapo i jednocześnie urlopowano go w celu pełnienia służby w SD; w 1939 r. brał udział w agresji na Polskę w jednej z grup operacyjnych policji bezpieczeństwa i SD; zorganizował w Poznaniu placówkę Rppa (Dienststelle Rapp), którą później przemianowano na Centralę Przesiedleńczą, zajmującą się organizowaniem deportacji obywateli polskich, przede wszystkim pochodzenia żydowskiego; w 1940 r. był dowódcą rejonu SD Monachium; w latach 1942–1943 pełnił funkcję kierowniczą, uczestniczył w zbrodniach popełnianych na okupowanych ziemiach Związku Radzieckiego w grupie operacyjnej Einsatzgruppen B - Sonderkommando 7a i 7b – działającej przy Grupie Armii Środek, dowodzonej przez gen. von Bocka, i na terenie Białorusi, w regionie Smoleńsk (liczyła około 650 ludzi); w 1943 r. był inspektorem policji bezpieczeństwa i SD w Brunszwiku; w 1944 r. kierownikiem grupy w Urzędzie VI Głównego Urzędu Bezpieczeństwa Rzeszy.